# Maszyna kalkulacyjna

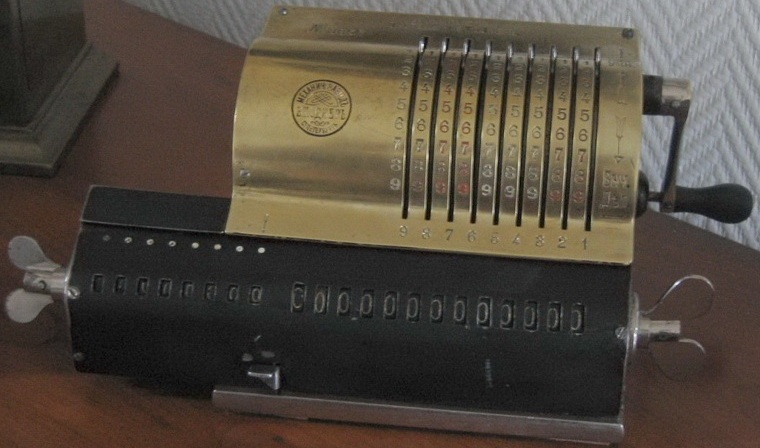
Arytmometr Odhnera z dźwigniowym mechanizmem wprowadzania danych

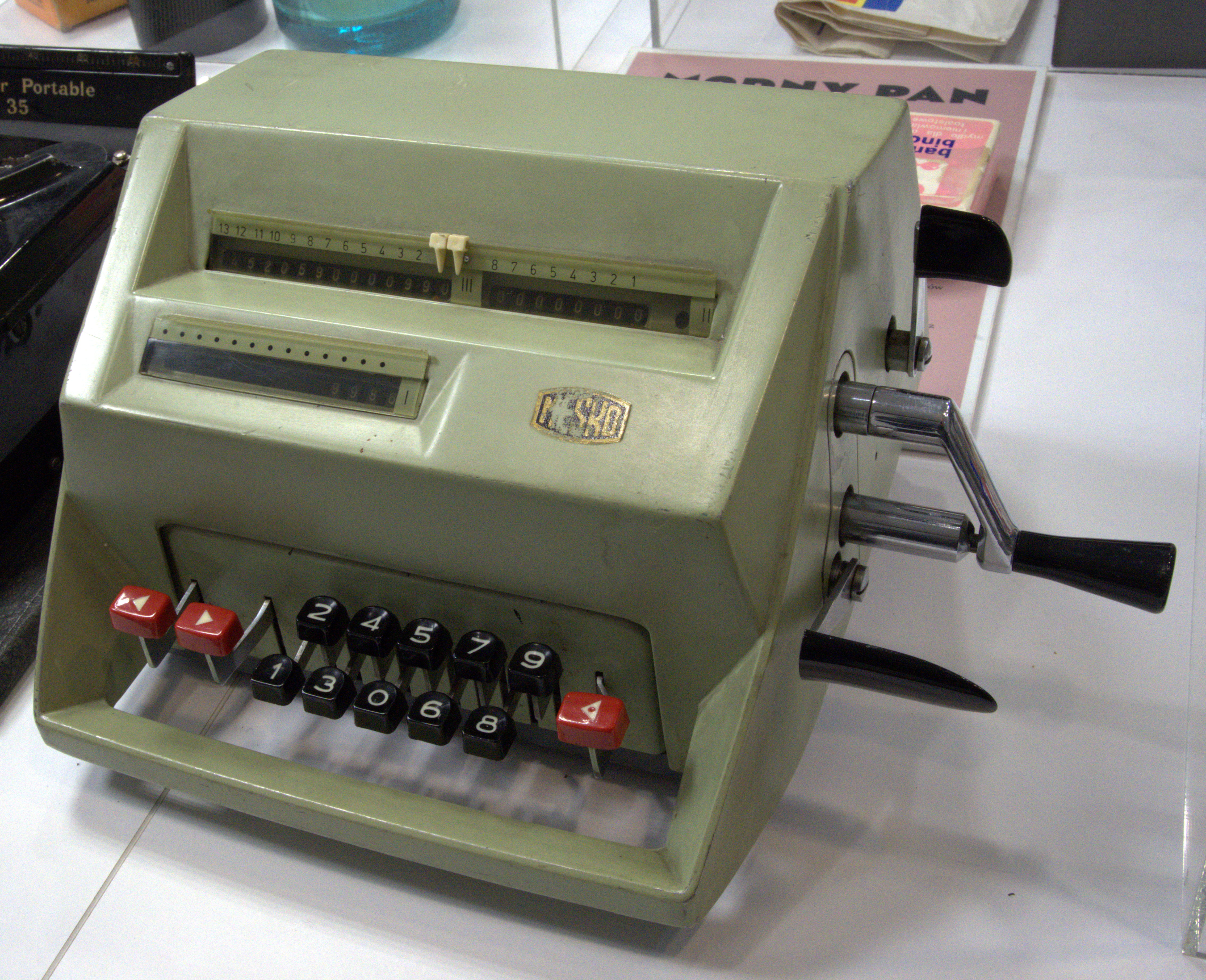
Ręczna maszyna kalkulacyjna firmy Mesko z 10-klawiszową klawiaturą

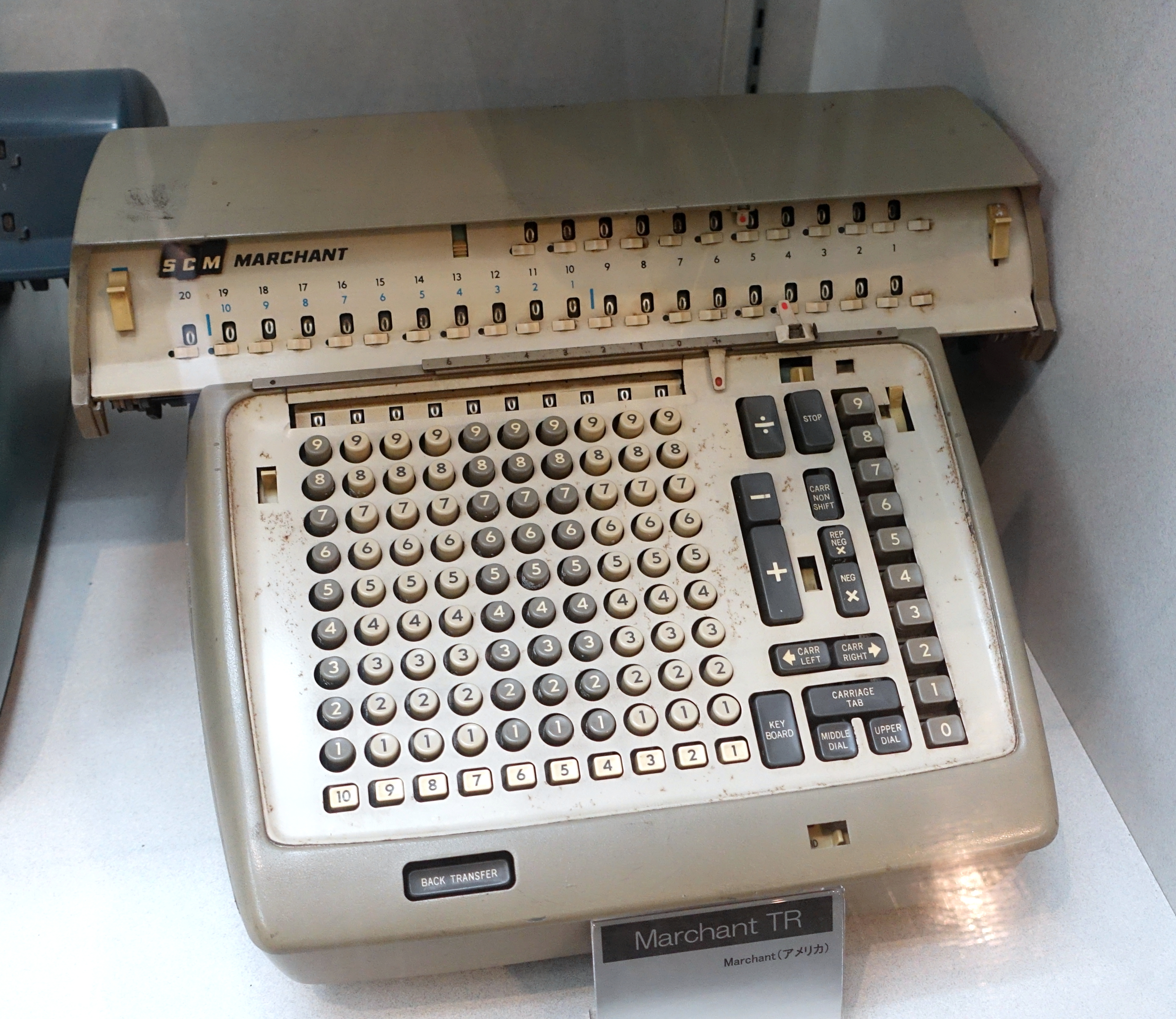
Elektryczna maszyna kalkulacyjna firmy Marchant z pełną klawiaturą

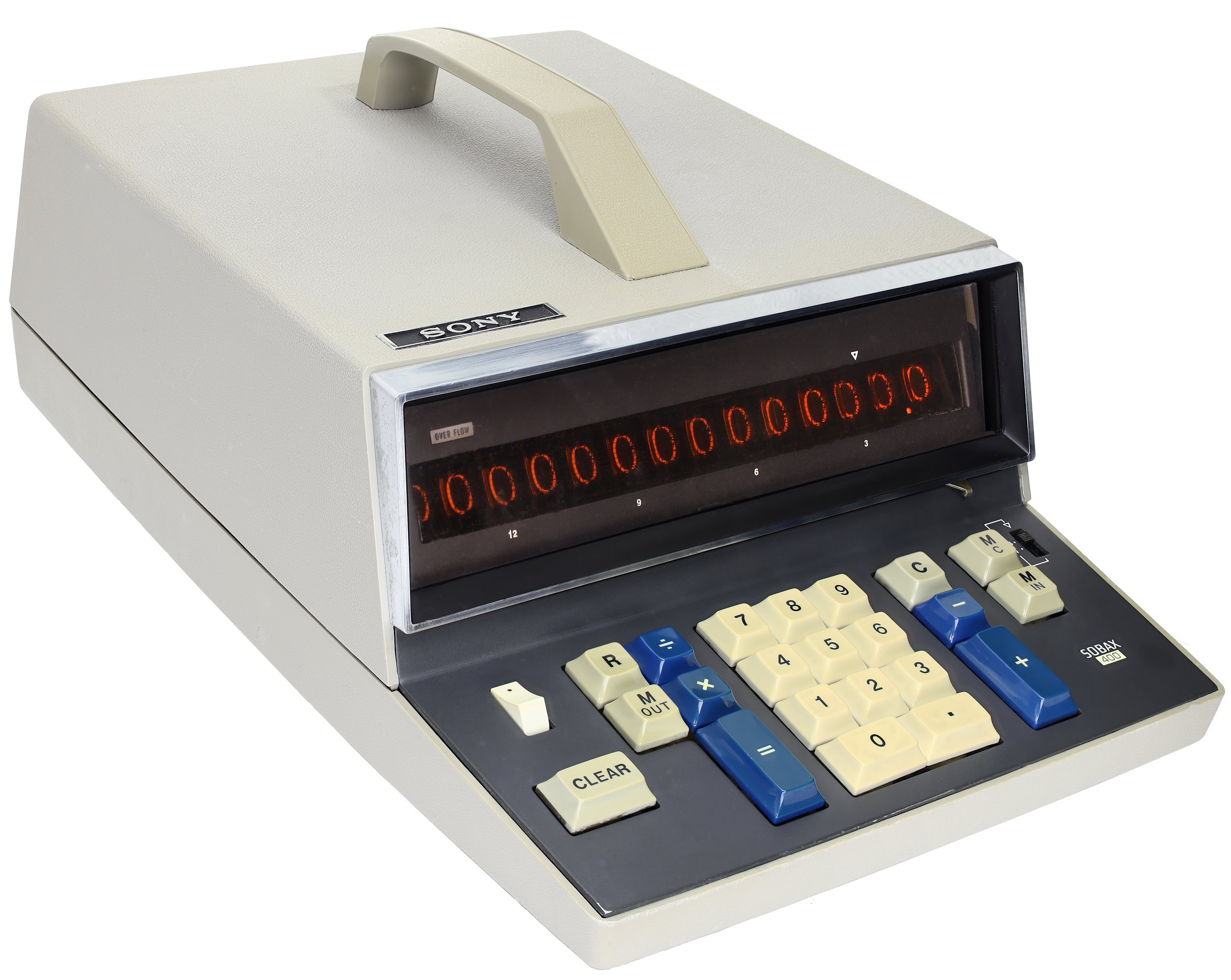
Elektroniczna maszyna kalkulacyjna - kalkulator firmy Sony z lat sześdziesiątych XX wieku

Maszyna kalkulacyjna – maszyna licząca przeznaczona do wykonywania działań arytmetycznych: dodawania, odejmowania oraz mnożenia i dzielenia, ukierunkowana na wydajne wykonywanie mnożenia i dzielenia.
Mechaniczne maszyny kalkulacyjne pełniły funkcje wprowadzonych później  do użytku elektronicznych kalkulatorów czterodziałaniowych.

## Podział
- funkcjonalność
  - ręczne
  - półautomatyczne – wykonujące automatycznie część czynności, np. dzielenie
  - automatyczne – wykonujące automatycznie dzielenie i mnożenie
- wykonanie
  - mechaniczne
    - napęd ręczny, najczęściej korbą, rzadziej dźwignią
    - napęd elektryczny

  - elektroniczne[3], obecnie nazywane kalkulatorami
- wprowadzanie danych[4]
  - dźwigniowe – najwolniejsze
  - klawiszowe
    - 10-klawiszowe – najłatwiejsze
    - z pełną klawiaturą – najszybsze, ale wymagające wprawy i trudne przy wprowadzaniu bezwzrokowym (bez patrzenia na klawiaturę)
    - ze skróconą klawiaturą

## Maszyna do fakturowania
Z połączenia maszyny do pisania i maszyny kalkulacyjnej powstała maszyna do fakturowania.